# Unterhütte (Leutenberg)
Unterhütte ist ein Weiler von Leutenberg im Landkreis Saalfeld-Rudolstadt in Thüringen.

## Lage
Unten im westlichen Sormitztal liegt Unterhütte. Wie der Name besagt, handelt es sich um einen Bergbaustandort.

## Geschichte
In der vorliegenden Literatur konnte keine urkundlich Ersterwähnung ermittelt werden. Im 16. Jahrhundert sollen dort die Hütten eröffnet worden sein. Die Bergleute waren zudem noch Bergbauern, um die Familie mit zu ernähren.